# Stigmaphyllon singulare
Stigmaphyllon singulare är en tvåhjärtbladig växtart som beskrevs av C. Anderson. Stigmaphyllon singulare ingår i släktet Stigmaphyllon och familjen Malpighiaceae. Inga underarter finns listade i Catalogue of Life.